# Melek Taus

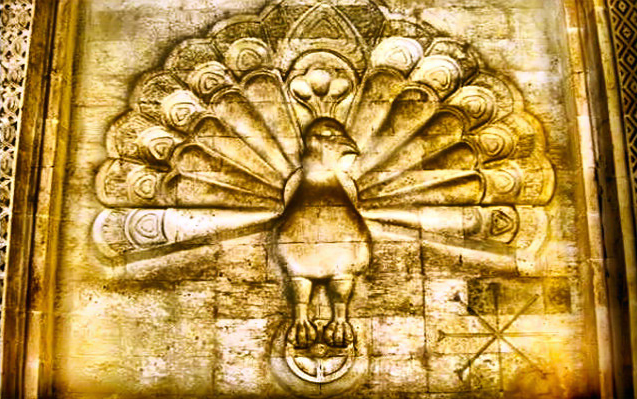
Melek Taus.

Melek Taus, "el Ángel Pavo real" (en árabe: ملك طاووس), es el nombre yazidí para la deidad central de su fe.

## Significado religioso
Los yazidíes consideran a Melek Taus como un ángel benévolo que se redimió a sí mismo de su caída, y se convirtió en el demiurgo que creó el cosmos a partir del huevo cósmico. Después de llorar durante 7000 años, sus lágrimas llenaron siete jarrones, con los que se apagaron los fuegos del Infierno.
Melek Taus es a veces transliterado como Malak Ta'us, Malak Tawus o Malik Taws. En lengua semita, malik / melech significa "rey" o "ángel". Taus es traducido (con cierta controversia) como "pavo real"; sin embargo, es importante señalar que no existe el pavo real, al menos en la actualidad, en las tierras donde Melek Taus es adorado[cita requerida]. Esto ha dado lugar a especulaciones sobre si la adoración de Melek Taus fue traída desde la India, aunque es más probable que la iconografía del pavo real sea un desarrollo de representaciones anteriores que muestran al dios como un ave nativa, como una avutarda. Los yazidíes creen que el fundador de su religión, Sheik Adi, fue una encarnación de Melek Taus. En el arte y la escultura Melek Taus es representado como un pavo real.

## Otros significados
El cristianismo, el islam y otras confesiones religiosas identifican a Melek Taus como Lucifer o Shaytān (Satanás) o con San Miguel. Los yazidíes dicen que Melek Taus no es el "maligno" de otras religiones. La prohibición cultural de los yazidíes de pronunciar la palabra (decir el nombre de Dios es considerado una blasfemia por el yazidismo) no hace la situación más fácil.
De acuerdo con el lingüista kurdo Jamal Nebez, la palabra Taus se deriva, muy probablemente, del griego y se relaciona con las palabras Zeus y Theos, aludiendo al significado de Dios. En este sentido, Melek Taus es el "Ángel que es Dios". Así es como los yazidíes ven a Melek Taus o Taus-e Malak. Debido a que los yazidíes son una religión minoritaria, han sufrido grandes persecuciones, con pogromos en contra que casi terminaron con toda la religión. Esto ha provocado que disfracen su religión entre las principales corrientes del Islam.